# 104.º Regimiento de Maniobras Operacional
El 104.º Regimiento de Maniobras Operacionales (104º RMO) (en árabe argelino: الفوج 104 للمناورات العملياتية) es un Regimiento de Fuerzas especiales de las Fuerzas Terrestres de Argelia y un regimiento de comandos paracaidistas.

## Historia
El 104° Regimiento de Maniobras Operacional fue creado el 2 de noviembre de 2005 para apoyar al antiguo GIS argelino y también para participar en operaciones antiterroristas en Argelia. Las Fuerzas Terrestres de Argelia también querían tener su propio regimiento de fuerzas especiales en ese momento. Anteriormente sólo contaban con algunas unidades de choque: Los Regimientos de Comandos Paracaidistas no eran fuerzas especiales, sino unidades especializadas similares al 75.º Regimiento Ranger del Ejército estadounidense. Debido a su formación con las Fuerzas Especiales del Ejército de los Estados Unidos, el 104° adoptó una organización inspirada en ellos, así como en las unidades de fuerzas especiales de la OTAN. El 104° Regimiento de Maniobras Operacional está considerado como el equivalente argelino de las Fuerzas Especiales del Ejército de los Estados Unidos. El 104º se encuentra en la misma ciudad que la Escuela de Formación de Comandos Paracaidistas (EFCP) en Boghar.

## Organización
El 104ª RMO cuenta con varias compañías de combate, cada una con sus propias especificidades y especialidades.
- Un Estado Mayor.
- Una compañía de patrulla motorizada especializada en el reconocimiento militar y la destrucción en profundidad, que utiliza vehículos de patrulla ligeros y armados.
- Una compañía de combate urbano. Esta compañía incluye igualmente guardaespaldas,  grupos de operaciones contraterrorismo y liberación de rehenes, así como francotiradores.
- Una compañía de reconocimiento. Especializada en la adquisición de información, búsqueda y destrucción de objetivos a larga distancia. Posee en su seno a grupos de tiradores de élite.
- Una compañía de detección y de asalto. Especializada en acciones especiales y el combate en entornos hostiles, como en alta montaña o densos bosques. Además estos operadores están formados como técnicos en montañismo y travesía (cañones, acantilados, masas de agua, etcétera).
- Una compañía de apoyo, cuyos miembros están especialmente orientados al paracaidismo y al submarinismo. En particular, cuenta con grupos de paracaidistas HALO/HAHO, así como grupos de asalto anfibio.[2]
- Una Compañía de instrucción. Asegura la selección, la formación básica y formación avanzada. El grupo de formación avanzada ofrece formación especializada: francotiradores, rescate de rehenes, antiterrorismo, protección cercana, etc. La compañia dispone de instalaciones para la formación continua: edificios, maquetas de helicópteros y zonas para reconstruir casas, pasillos, pisos, etc. También ofrece formación avanzada a otras unidades especiales argelinas como el Regimiento Especial de Intervención de la Guardia Republicana de Argelia o el Destacamento Especial de Intervención de la Gendarmería Nacional de Argelia. También puede formar a unidades extranjeras.

## Misiones
Las misiones principales de la unidad son:
- Contraterrorismo
- Reconocimiento especial
- Liberación de rehenes
- Lucha contra el yihadismo
- Persecución de delincuentes peligrosos
- Operaciones especiales
- Misiones de búsqueda y destrucción.

## Reclutamiento
El regimiento recluta a sus futuros miembros entre los soldados del Ejército argelino. Los nuevos reclutas deben pasar por un duro proceso de selección con el fin de ser admitidos en la escuela de formación de comandos paracaidistas de Boghar, posteriormente los que han sido admitidos se formarán durante un año en la escuela de comandos paracaidistas.

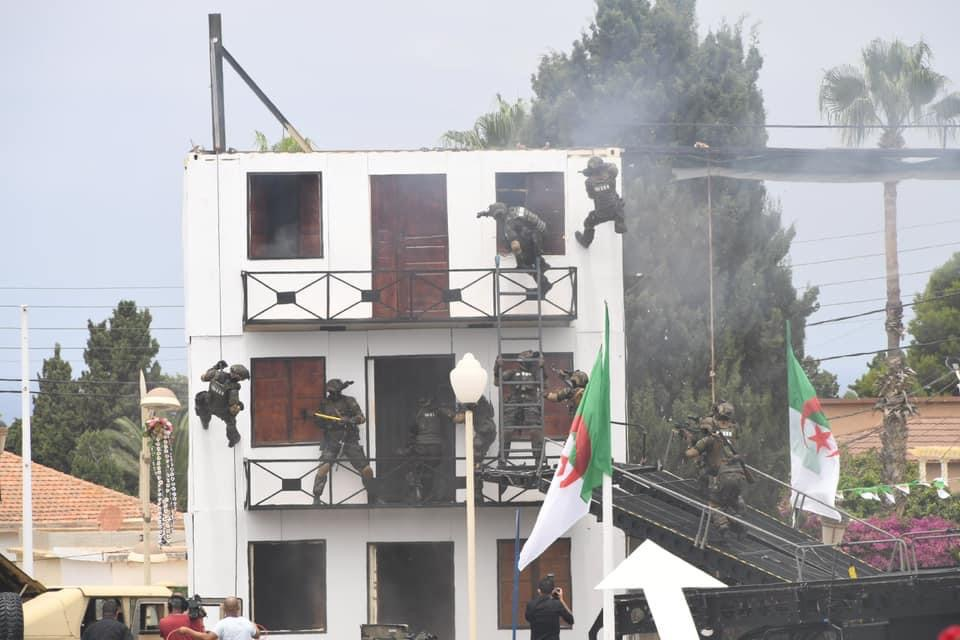
El grupo de contraterrorismo y liberación de rehenes durante una demostración.

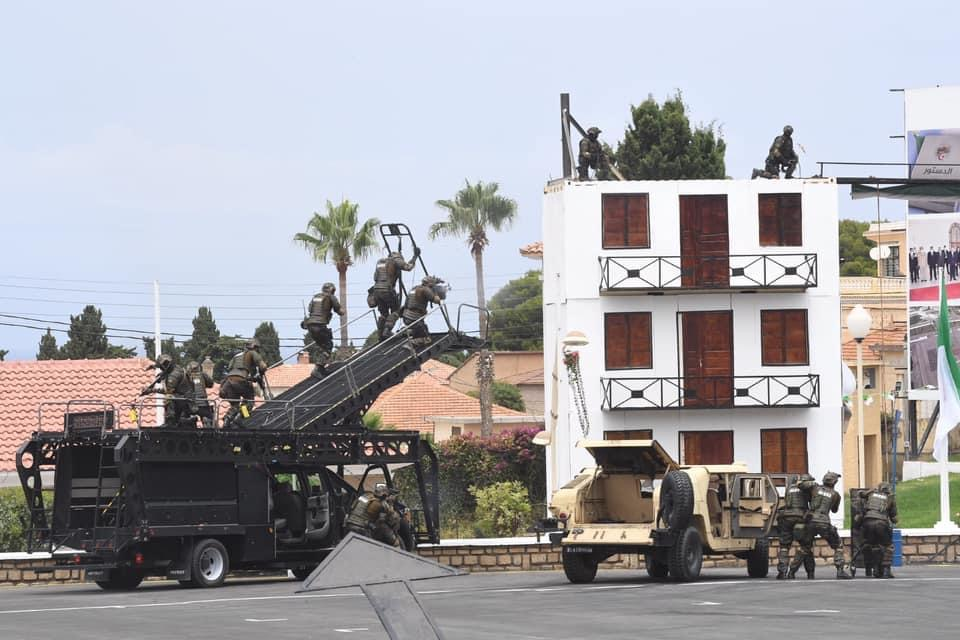
El grupo de contraterrorismo y liberación de rehenes durante una demostración.

## Formación

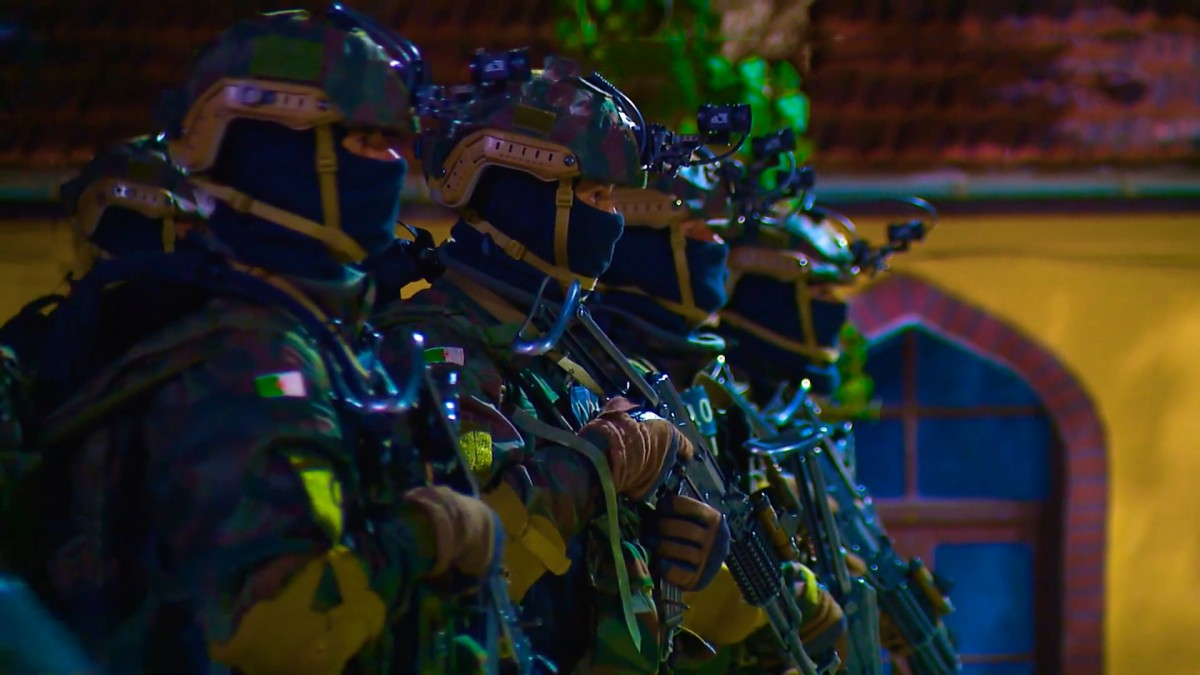
Operadores del 104º RMO durante una demostración nocturna

Los operadores del 104ª RMO son entrenados en el Centro de Entrenamiento de Tropas Especiales de Biskra, son formados en paracaidismo y operaciones especiales. En la escuela de entrenamiento de comandos e iniciación al paracaidismo de Boghar, son entrenados en tácticas de comando, supervivencia, endurecimiento y operaciones especiales. Para ello, la unidad dispone de una área de entrenamiento equipada con varios edificios y búnkeres, donde entrenan en tácticas de guerra urbana y combate en espacios cerrados.

## Armamento
Los operadores del 104º RMO disponen de varios tipos de armamento que van desde las pistolas semiautomáticas hasta las ametralladoras, su armamento incluye fusiles de francotirador, subfusiles, fusiles de asalto, pistolas ametralladoras y varios tipos de granadas de mano, entre las mismas cabe señalar las granadas de gas lacrimógeno, de humo, de fragmentación, de alto poder explosivo, cegadoras y aturdidoras.

### Pistolas
Las luces tácticas, las miras láser, los silenciadores y los kits de conversión RONI (con silenciador y punto de mira) se montan a menudo en la Glock 17, que es el arma principal de los operadores del 104º RMO.
| Nombre        | Imagen   | Origen                 | Tipo                   | Calibre              | Notas                                                                   |
| Pistolas      | Pistolas | Pistolas               | Pistolas               | Pistolas             | Pistolas                                                                |
| ------------- | -------- | ---------------------- | ---------------------- | -------------------- | ----------------------------------------------------------------------- |
| Caracal       |          | Emiratos Árabes Unidos | Pistola semiautomática | 9 × 19 mm Parabellum |                                                                         |
| Glock 17 / 18 |          | Austria                | Pistola semiautomática | 9 × 19 mm Parabellum | Puede equiparse con una linterna eléctrica y un kit de conversión RONI. |

### Fusiles de asalto
Los fusiles de asalto se personalizan en función del operador. En estas armas se suelen encontrar miras láser, luces tácticas, silenciadores, culatas antirretroceso, miras Eotech, ACOG, Aimpoint.
| Nombre            | Imagen            | Origen            | Tipo                       | Calibre           |
| Fusiles de asalto | Fusiles de asalto | Fusiles de asalto | Fusiles de asalto          | Fusiles de asalto |
| ----------------- | ----------------- | ----------------- | -------------------------- | ----------------- |
| AKM               |                   | Unión Soviética   | Fusil de asalto            | 7,62 × 39 mm      |
| Carabina M4       |                   | Estados Unidos    | Fusil de asalto y Carabina | 5,56 × 45 mm OTAN |

### Subfusiles
| Nombre             | Imagen     | Origen     | Tipo       | Calibre              |
| Subfusiles         | Subfusiles | Subfusiles | Subfusiles | Subfusiles           |
| ------------------ | ---------- | ---------- | ---------- | -------------------- |
| Heckler & Koch MP5 |            | Alemania   | Subfusil   | 9 × 19 mm Parabellum |
| Heckler & Koch MP7 |            | Alemania   | Subfusil   | HK 4,6 × 30 mm       |

### Ametralladoras
| Nombre           | Imagen         | Origen          | Tipo                               | Calibre        |
| Ametralladoras   | Ametralladoras | Ametralladoras  | Ametralladoras                     | Ametralladoras |
| ---------------- | -------------- | --------------- | ---------------------------------- | -------------- |
| Ametralladora PK |                | Unión Soviética | Ametralladora de propósito general | 7,62 × 54 mm R |

### Fusiles de francotirador
| Nombre                          | Imagen                   | Origen                   | Tipo                     | Calibre                  |
| Fusiles de francotirador        | Fusiles de francotirador | Fusiles de francotirador | Fusiles de francotirador | Fusiles de francotirador |
| ------------------------------- | ------------------------ | ------------------------ | ------------------------ | ------------------------ |
| Sako TRG                        |                          | Finlandia                | Fusil de francotirador   |                          |
| Fusil de francotirador Dragunov |                          | Unión Soviética          | Fusil de francotirador   |                          |
| Zastava M93 Black Arrow         |                          | Serbia                   | Fusil de francotirador   |                          |

### Escopetas
| Nombre           | Imagen    | Origen    | Tipo      | Calibre   |
| Escopetas        | Escopetas | Escopetas | Escopetas | Escopetas |
| ---------------- | --------- | --------- | --------- | --------- |
| SPAS-12          |           | Italia    | Escopeta  |           |
| Beretta RS-202M2 |           | Italia    | Escopeta  |           |

### Lanzagranadas acoplado
| Nombre                 | Imagen                 | Origen                  | Munición               | Fabricante                                                                   |
| Lanzagranadas acoplado | Lanzagranadas acoplado | Lanzagranadas acoplado  | Lanzagranadas acoplado | Lanzagranadas acoplado                                                       |
| ---------------------- | ---------------------- | ----------------------- | ---------------------- | ---------------------------------------------------------------------------- |
| GP-25                  |                        | Argelia Unión Soviética | Granada de 40 mm       | Empresa de Construcciones Mecánicas de KhenchelaKBP Instrument Design Bureau |

### Lanzacohetes
| Nombre       | Imagen       | Origen          | Tipo                          |
| Lanzacohetes | Lanzacohetes | Lanzacohetes    | Lanzacohetes                  |
| ------------ | ------------ | --------------- | ----------------------------- |
| RPG-7        |              | Unión Soviética | Granada propulsada por cohete |

## Equipamiento

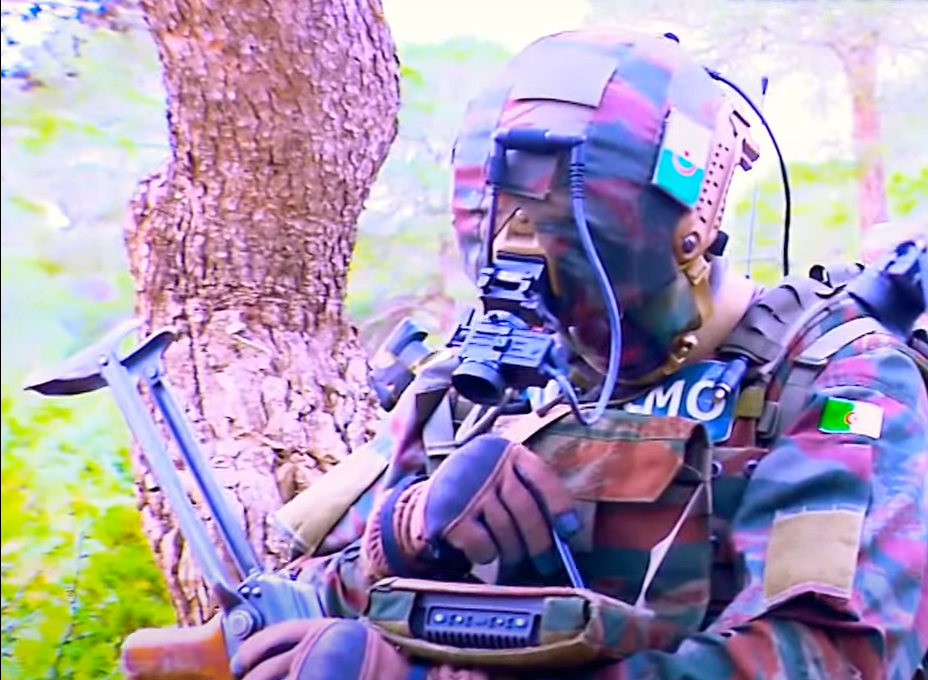
Un operador del 104.º RMO que utiliza el sistema Gladius 2.0

### Cascos
| Nombre                 | Imagen | Origen         | Tipo             |
| Cascos                 | Cascos | Cascos         | Cascos           |
| ---------------------- | ------ | -------------- | ---------------- |
| Casco OPS-Core FAST SF |        | Estados Unidos | Casco de combate |
| Casco Team Wendy Exfil |        | Estados Unidos | Casco de combate |

- Uniforme de las fuerzas especiales con camuflaje de bosque, desierto y jungla.
- Calzado de protección y botas de combate.
- Chaleco antibalas con placas balísticas.
- Pistoleras
- Protecciones de codo y rodilleras
- Gafas de protección.
- Pasamontañas.
- Guantes de protección.
- Cartucheras.
- Mochilas.
- Sistema de hidratación.
- Ropa de camuflaje para francotiradores de élite y tiradores designados.
- Escudo balístico, escudo portable ligero y pesado sobre ruedas.
- Chalecos balísticos de aramida.
- Aparatos de visión nocturna: miras y visores térmicos.
- Aparatos de comunicación individual.
- Sistema alemán de combate Gladius 2.0.[4]

## Imágenes

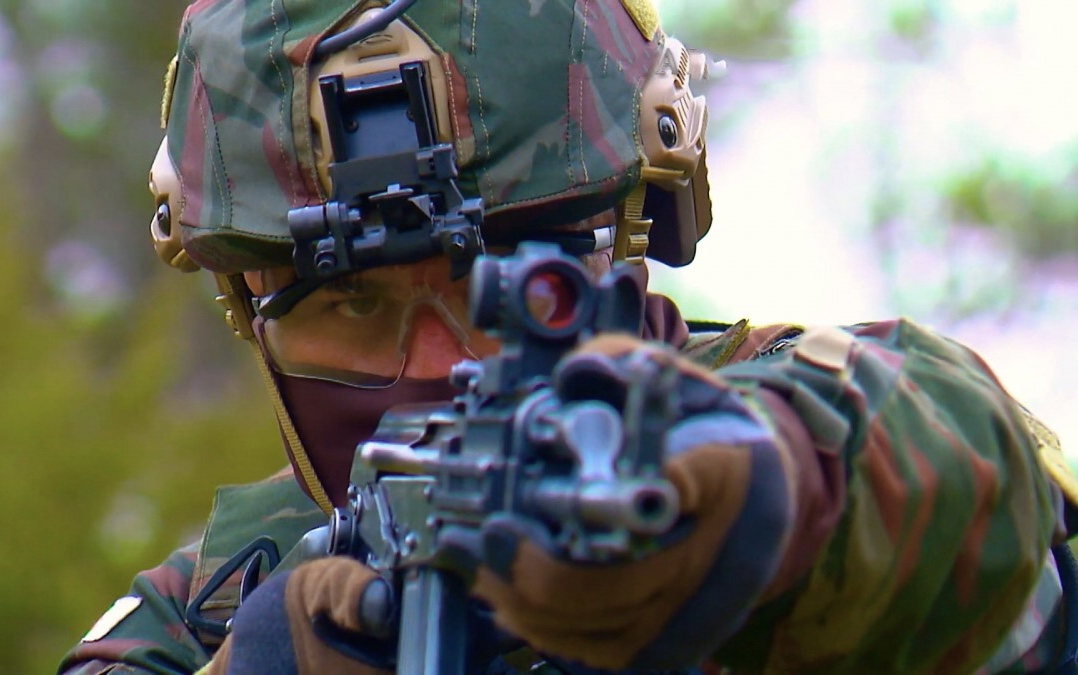
Operador del 104º RMO durante una demostración de tiro.
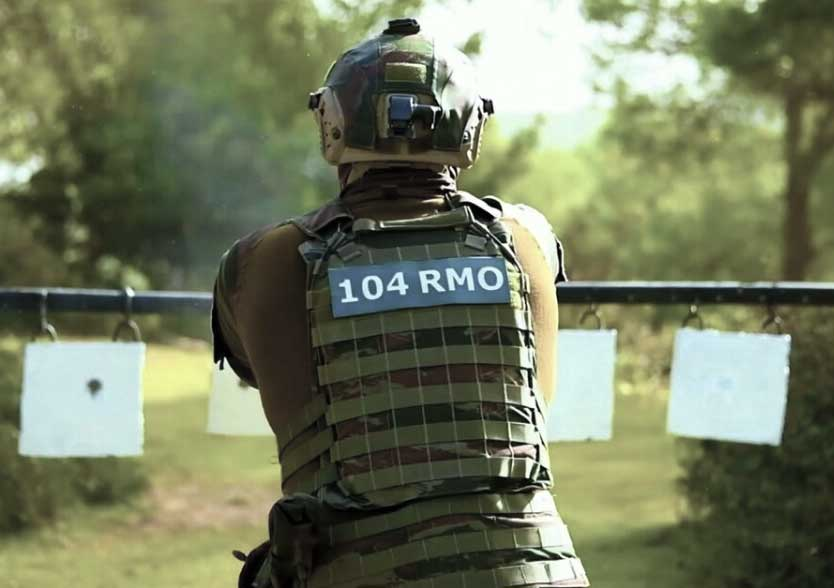
Operador del 104º RMO durante una demostración de tiro.
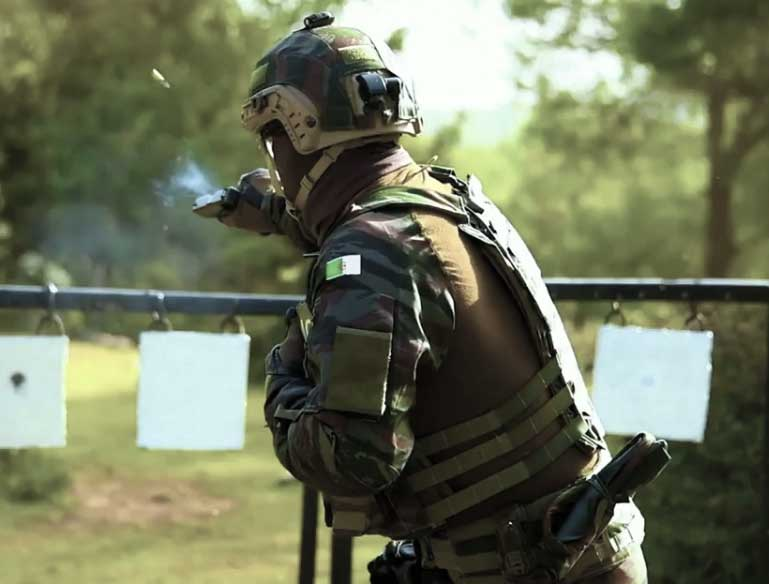
Operador del 104º RMO durante una demostración de tiro.
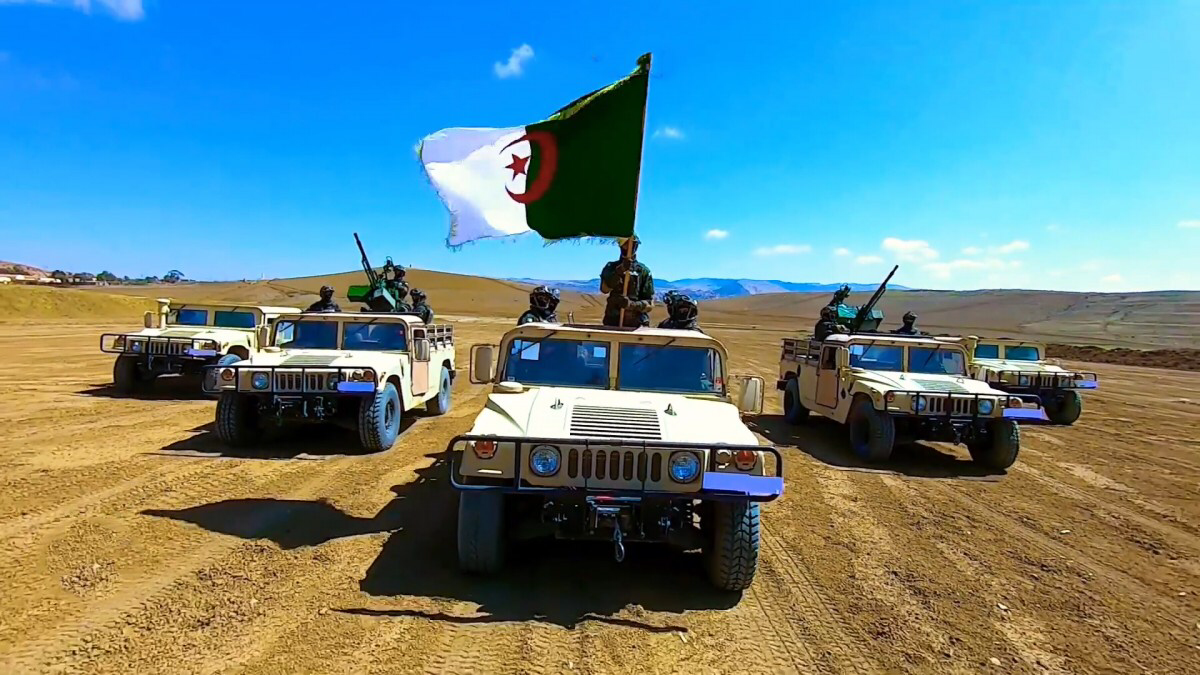
Patrulla motorizada "LRRP" del 104° RMO.
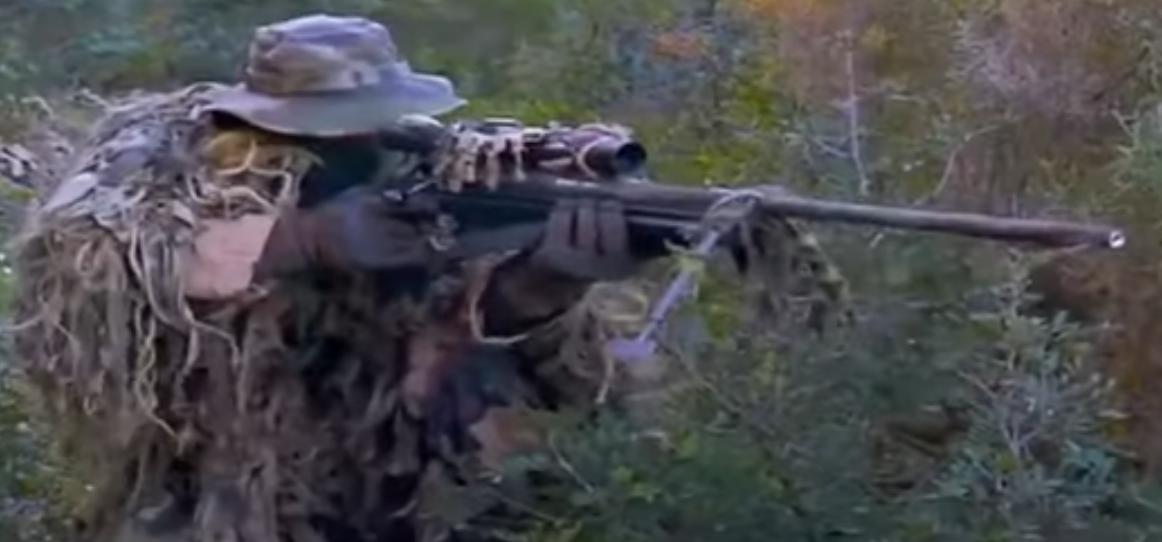
Francotirador del 104° RMO.